# Ernst August Hellmuth von Kiesenwetter
Ernst August Hellmuth von Kiesenwetter (5 novembre 1820 à Dresde - 18 mars 1880 à Dresde) est un entomologiste allemand qui s'est spécialisé dans l'étude des coléoptères.

## Biographie
Issu d'une famille de la noblesse saxonne, il poursuit des études de droit à l'université de Leipzig à la suite desquelles il devient fonctionnaire au ministère de l'Intérieur du royaume de Saxe.
Il fait des expéditions en Grèce et en Espagne pour en étudier et rapporter des insectes. Il est l'auteur de nombreuses publications à propos des insectes, dont les plus remarquables sont Naturgeschichte der Insecten Deutschlands (Histoire naturelle des insectes d'Allemagne), dont il rédige le quatrième tome (1857-1861), ainsi que Beiträge zur Käferfauna Griechenlands (Études sur les coléopères de Grèce) (1858).
La collection de coléoptères d'Ernst von Kiesenwetter est conservée au Muséum d'histoire naturelle de Munich, alors que ses collections d'hyménoptères et d'hétéroptères sont à Dresde au Staatliches Museum für Tierkunde.